# Walter Page
Walter Sylvester Page (* 9. Februar 1900 in Gallatin, Missouri; † 20. Dezember 1957 in New York City, New York) war ein amerikanischer Jazzmusiker (Kontrabassist, Bandleader) des Swing.

## Leben und Werk
Walter Page erhielt eine gründliche musikalische Ausbildung in Kansas City, er lernte zuerst Baritonhorn und Kontrabass, dann Saxophon, Geige, Klavier, Gesang und Stimmbildung, Komposition und das Arrangieren. Zu Beginn seiner Karriere arbeitete er in der Band von Willie Lewis, den er als feinen Musiker bezeichnete. In den frühen 1920ern arbeitete er außerdem mit Bennie Moten und Dave Lewis.

### DieBlue Devils
1927 zerbrach die Band von Willie Lewis und nach einigen Engagements in kleinen Bands gründete Page die Blue Devils, die die unangefochtene Territory Band um Oklahoma wurde. Page und Bennie Moten, der damals in Kansas City die führende Bigband hatte, gingen in Kenntnis ihrer beiden Stärken und Schwächen einem cutting contest (battle) beider Bands aus dem Weg.
So ist er vor allem als Bandleader und als Gründer von Walter Page's Blue Devils bekannt geworden, einer Swingband der späten 1920er und frühen 1930er Jahre, die zunächst in der Gruppe von Bennie Moten und letztlich in der Big Band von Count Basie aufging. In die Jazzgeschichte ging Page vor allem als der Kontrabassist ein, auf dessen Pionierarbeit der heute klassische Begleitstil des Walking Bass zurückgeht. In den frühen Jahren seiner Laufbahn war er jedoch, wie in den damaligen Jazzbands des Mittleren Westens üblich, ein Multiinstrumentalist. Bis in die erste Hälfte der 1930er Jahre spielte Page, wie viele seiner Kollegen, die Bass-Stimmen vieler Arrangements auf der Tuba ein, gelegentlich auch auf den tiefen Saxophonen (Bariton und Bass). Auf all diesen Instrumenten trat er sporadisch auch als Solist hervor.
Die Band war teilweise so erfolgreich, dass sie sich vom ersten größeren Verdienst einen großen Tourenwagen für die ausgedehnten Touren leisteten konnte. Sie arbeitete als zehnköpfige Band im Umkreis von fünfzig Meilen um El Reno, Shawnee, Chickashay und die kleinen Städte. Ihr Territorium (deshalb die Bezeichnung territory bands) verteidigte sie gegen andere Bands in cutting contests und schlug so gelegentlich die Bands von Jesse Stone und George E. Lee.
1928 gehörte Bill „Count“ Basie der Band für einige Monate an und auch der Bluessänger Jimmy Rushing kam dazu. 1929 verließen nach und nach zuerst Basie und Eddie Durham und dann Jimmy Rushing die Band und gingen zu Bennie Moten, der ihnen bessere Gehälter bieten konnte.
1929 spielte die Band ihre einzigen beiden Aufnahmen mit Page ein: Squabblin und Blue Devils Blues. Squabblin, komponiert von Basie, bestätigt die beeindruckenden Soli und Ensemblepassagen, und Jimmy Rushing singt mit einer feineren Stimme als man es später bei Basie kennt. Der Blue Devil Blues ist in einem sehr entspannten half beat gehalten und ist halb so schnell wie die vergleichbaren stomps der Zeit bei Moten. Das ganze Stück ist mit Bläser-Riffs aufgebaut, bis auf eine Ensemblepassage am Schluss. Das Stück ist gleichzeitig die erste Aufnahme von Jimmy Rushing. Es beginnt als c-Moll-Blues und endet als Es-Dur-Blues.
Gegen 1930 verließ noch Oran „Hot Lips“ Page, Starsolist und Halbbruder von Walter, die Band und wurde durch Harry Smith ersetzt. Lester Young gehörte auch kurzzeitig zur Band (und war auch später in der Nachfolgeband, den 13 Original Blue Devils).
Page musste 1931 die Band verlassen. Gerade zu dieser Zeit hatte Page vor, sich in Richtung des wichtigen Zentrums New York vorzuarbeiten und die Band hatte gerade gute Engagements. Er hatte einem Pianisten eine Anstellung versprochen, konnte dies aber nicht einhalten, da sich ein Musiker seiner Band mit dem Pianisten nicht verstand und ihre Zusammenarbeit in der Band nur Dissens gebracht hätte. Daraufhin wurde er von der Musikergewerkschaft zu einer Strafe von 250 Dollar verurteilt. Mit dieser Strafe und seinen eigenen familiären Verpflichtungen konnte er die Gehälter der Bandmitglieder nicht mehr zahlen und überließ die Band James Simpson, damit die bereits gebuchten Konzerttermine wahrgenommen werden konnten. Danach spielte Page wieder mit kleinen Gruppen, schloss sich schließlich Bennie Moten an und spielte 1934 mit den Jeter-Pillars.

### DieBlue Devilsohne Walter Page
Nachdem Page gegangen war, entschieden der Saxophonist Buster Smith und der Sänger Ernest Williams, die Band weiterzuführen. Als Leiter brachten sie Leroy „Snake“ White in die Band und nannten sich The 13 Original Blue Devils. Wieder spielte Lester Young mit. Sie spielten im Ritz Ballroom in Oklahoma City. Buster Smith bemerkte selbstbewusst: „Wir hatten eine starke Band. Wir waren ziemlich stark und sie (Bennie Moten) würden uns auch nicht kriegen. Fast jeder hing hier herum und versuchte mit uns eine battle of music zu bekommen. Wir machten uns aus keiner dieser Bands etwas, bis wir auf Andy Kirk stießen. Er hatte einen guten Blechbläsersatz; es war schwer und setzte uns zu.“
Die Band war eine sogenannte co-operative Band (auch Commonwealth Band), das heißt, sie stimmte über Bandangelegenheiten ab und teilte die Einnahmen entsprechend einer Abmachung mehr oder weniger gleichmäßig (der Bandleader bekam etwas mehr). Sie verpasste die Chance zu überregionaler Bekanntheit, als sie nach knapper Abstimmung ein Engagement mit Fats Waller in Cincinnati für eine anderthalbstündige Show ausschlug, weil die Bezahlung zu niedrig war. Stattdessen tourte die Band in der Gegend von Kentucky und West Virginia, wo sie noch unbekannt war, was in einem Fiasko endete. Als sie 1933 niedergeschlagen in einem Club spielten, stellte sich heraus, dass der Buchungsagent sie nur für die Eintrittsgelder spielen ließ, die mit etwa 30 Dollar pro Abend zu niedrig waren. Die Polizei pfändete daraufhin noch die Instrumente, die sie nur für die Nachtjobs ausgehändigt bekamen, da sie ihre Schulden gegenüber einem Taxiunternehmen nicht mehr zahlen konnten. Sie wurden aus ihrem Hotel geworfen und einige kehrten in der Art von Hobos auf einem Güterzug nach Kansas City zurück, die anderen als Anhalter. Das war das Ende der Blue Devils. Jap Jones (tb), Ted Ross, Buster Smith (as) und Lester Young schlossen sich Bennie Moten an. 
Hätte die Band mit ihrem „schmissigerem“ Sound (Basie) und dem großen Einfluss, den sie auf viele Musiker hatte, in New York Erfolg gehabt, wäre die landesweite Entwicklung des Bigband-„Swing“ möglicherweise früher eingeleitet worden.

### Bei Basie und Rhythmusarbeit
Walter Pages musikalisches Interesse, sowohl als Leader wie als Sideman, galt vor allem der Entwicklung und Verfeinerung einer Stilistik für die vier Hauptinstrumente der Rhythmusgruppe (Piano, Gitarre, Bass und Schlagzeug), wie sie schließlich ab ungefähr 1936 in der sogenannten All American Rhythm Section des damaligen Count Basie Orchesters stilprägend verwirklicht wurde. Die drei übrigen dazugehörigen Musiker (Basie als Pianist, der Gitarrist Freddie Green und Jo Jones am Schlagzeug) hoben sämtlich die entscheidende Bedeutung von Pages rhythmischen Ideen für die Entstehung dieses Ensembleklangs hervor. Jo Jones, der die Blue Devils unter Page the greatest band I have ever heard in my life nannte und Page als musikalischen Vater von Basie, Rushing und Buster Smith, bezeichnet sich selbst als Schüler von Page, der ihn nebenher zwei Jahre lang in den Feinheiten des Schlagzeug-Spiels unterrichtete (how to phrase, how to turn on what the kids now call ‘dropping bombs’ ... and also a few moral responsibilities). Der swing dieser Spielart unterschied sich für die damaligen Hörer so deutlich von der Musik der übrigen Jazzmetropolen (New York, Chicago), dass man den Stil mit dem Toponym Kansas City Swing belegte – alle vier Musiker hatten in so genannten territory bands gearbeitet, die von dieser Stadt aus durch den Mittel- und Südwesten der USA tourten.
Page selbst verwahrte sich zeitlebens dagegen, als „Erfinder“ der Walking Bass-Technik bezeichnet zu werden, die er selbst auf Duke Ellingtons Bassisten Wellman Braud zurückführte. Kein Zweifel besteht allerdings daran, dass in der Jazzwelt – unter Musikern und Hörern gleichermaßen – die Durchsetzung dieser Spielweise untrennbar mit Pages Namen verbunden ist. Dementsprechend spielte der Bassist neben seiner Arbeit im Basie-Orchester nicht nur mit vielen bedeutenden schwarzen Musikern der Swing-Ära, seine herausgehobene musikalische Position verschaffte ihm auch Engagements bei weißen Bands, zum Beispiel Benny Goodman und Eddie Condon, was durch die Rassentrennung in der damaligen amerikanischen Gesellschaft nicht unproblematisch war. Im Gegensatz zu seinem jüngeren Halbbruder, dem Trompeter Hot Lips Page, blieb Walter immer dem Swing-Stil verbunden und zeigte kein ausgeprägtes Interesse für den nach 1940 aufkommenden Modern Jazz.
Mary Lou Williams: "Ich habe die Basie-Band erlebt, als nur Page und die Bläser auf der Bühne waren. Page ließ die Leute auf seiner Basslinie swingen, als wäre es die einfachste Sache der Welt".
Page war von dessen Anfängen in den Mittdreißigern bis 1942 bei Basie. Dann trennte er sich im Streit von Basie, spielte aber noch einmal von 1946 bis 1949 bei ihm, bis Basie die Band vorübergehend Anfang der 1950er Jahre auflöste. Auf dem Höhepunkt der Swing-Ära in den 1930er Jahren nahm er auch mit anderen Swing-Stars wie Benny Goodman, Harry James und Teddy Wilson auf und begleitete Billie Holiday. Nach seiner Zeit bei Basie spielte er 1952 bei Eddie Condon in New York, 1956 bei Big Joe Turner (Boss of the Blues) und 1957 mit Ruby Braff. Er ist in den Vierzigern und Fünfzigern auf Aufnahmen von Jay McShann, Buck Clayton, Sidney Bechet, Paul Quinichette, Big Joe Turner, Roy Eldridge, Jo Jones, Jimmy Rushing und Nat Pierce zu hören.
Er starb 1957 an einer Lungenentzündung.